# Kin'ya Kitaōji
Kin'ya Kitaōji (北大路 欣也, Kitaōji Kin'ya), né le 23 février 1943, est un acteur japonais.

## Biographie
Kin'ya Kitaōji est le fils de Utaemon Ichikawa, un acteur de films jidai-geki.

## Filmographie partielle

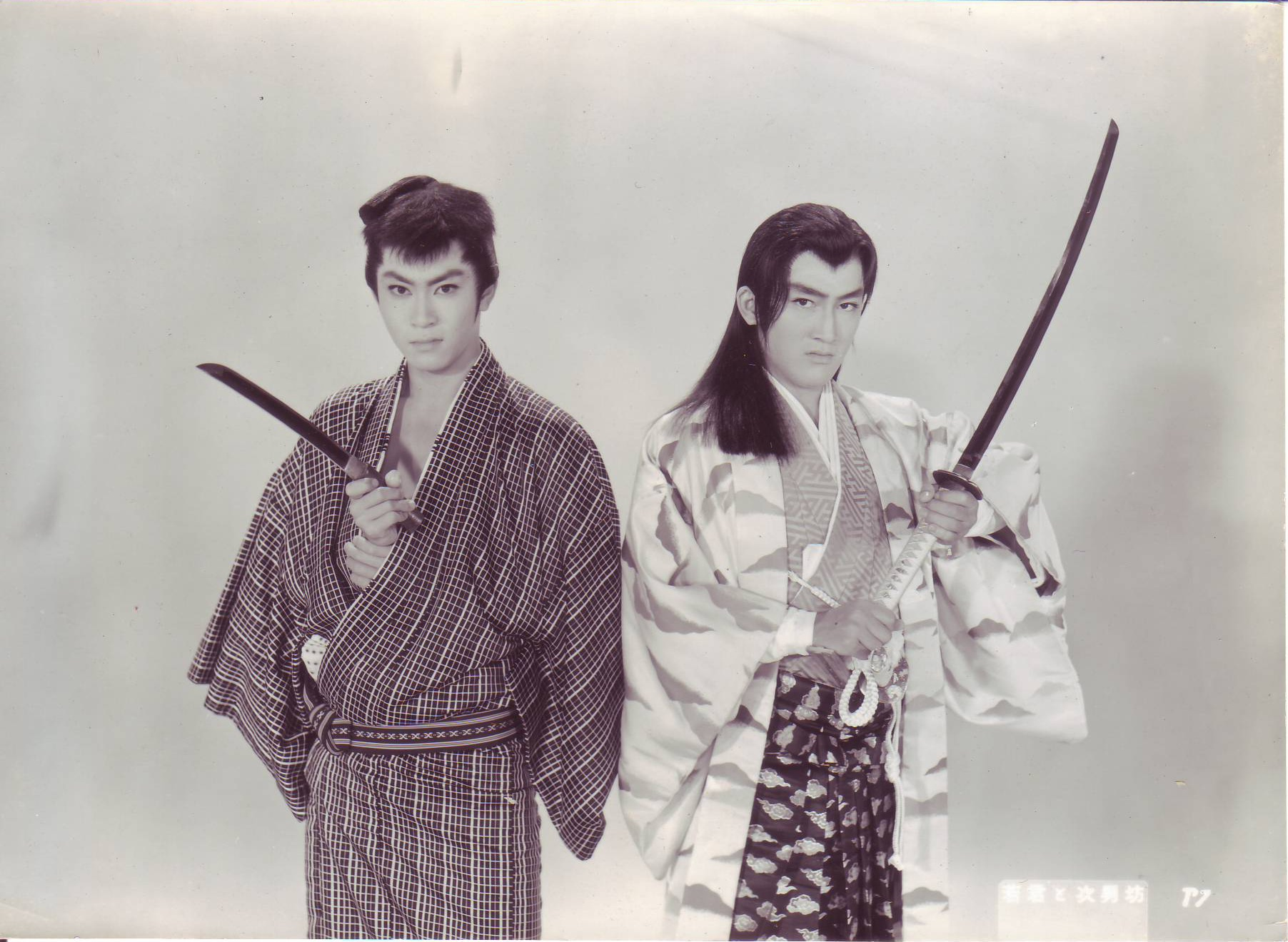
Kin'ya Kitaōji et Hiroki Matsukata dans Wakagimi to jinan bō (1961).

### Cinéma
- 1956 : Oyako daka (父子鷹?) de Sadatsugu Matsuda
- 1957 : Ōgon no fukuma-den (黄金の伏魔殿?) de Yasushi Sasaki
- 1961 : Wakagimi to jinan bō (若君と次男坊?) de Shigehiro Ozawa
- 1969 : Shinsen gumi (新選組?) de Tadashi Sawashima : Sōji Okita
- 1973 : Combat sans code d'honneur 2 : Deadly Fight in Hiroshima (仁義なき戦い 広島死闘篇, Jingi naki tatakai: Hiroshima shitō hen?) de Kinji Fukasaku
- 1973 : La Chanson de l'aube (朝やけの詩, Asayake no uta?) de Kei Kumai : Asao
- 1974 : Combat sans code d'honneur 5 : La Partie finale (仁義なき戦い 完結篇, Jingi naki tatakai: Kanketsu-hen?) de Kinji Fukasaku
- 1975 : Super Express 109 (新幹線大爆破, Shinkansen daibakuha?) de Jun'ya Satō
- 1977 : Arasuka monogatari (アラスカ物語?) de Hiromichi Horikawa
- 1977 : Mont Hakkoda (八甲田山, Hakkodasan?) de Shirō Moritani
- 1978 : Fleurs d'hiver (冬の華, Fuyu no hana?) de Yasuo Furuhata
- 1984 : Kūkai (空海?) de Jun'ya Satō
- 1985 : Les Feux d'Himatsuri (火まつり, Himatsuri?) de Mitsuo Yanagimachi : Tatsuo
- 1985 : Yumechiyo (夢千代日記, Yumechiyo nikki?) de Kirio Urayama
- 1985 : Haru no kane (春の鐘?) de Koreyoshi Kurahara
- 1993 : Niji no hashi (虹の橋?) de Zenzō Matsuyama
- 2010 : TV Show (インシテミル ７日間のデス・ゲーム, Inshite Miru: 7-kakan no desu gemu?) de Hideo Nakata

### Séries télévisées
- 1968 : Ryōmaga yuki : Sakamoto Ryōma
- 2002 - 2004 : Kozure Ōkami : Ogami Ittō

### Doublage
- 2016 : One Piece: Gold (ワンピースゴールド?) de Hiroaki Miyamoto : Raise Max (Voix)

## Distinctions

### Décorations
- 2007 : récipiendaire de la médaille au ruban pourpre
- 2015 : récipiendaire de l'ordre du Soleil levant de quatrième classe

### Récompenses
- 1985 : prix Hōchi du meilleur acteur pour Les Feux d'Himatsuri[3]
- 1986 : prix Kinema Junpō du meilleur acteur pour Les Feux d'Himatsuri et Haru no kane
- 1986 : prix Mainichi du meilleur acteur pour Les Feux d'Himatsuri et Haru no kane[4]

### Nominations
- 1978 : prix du meilleur acteur pour Mont Hakkoda et Arasuka monogatari aux Japan Academy Prize[5]
- 1985 : prix du meilleur acteur pour Kūkai aux Japan Academy Prize[6]
- 1986 : prix du meilleur acteur pour Les Feux d'Himatsuri, Yumechiyo et Haru no kane aux Japan Academy Prize[7]